# Мирутин
Миру́тин — село в Україні, у Берездівській сільській територіальній громаді Шепетівського району Хмельницької області. Населення становить 404 особи.

## Географія
Село розташоване на півночі колишнього Славутського району, на відстані 33 кілометри від  м.Славута, на правому березі річки Жарихи.
Сусідні населені пункти:

## Походження назви
Назва села очевидно походить від слов'янського імені Мирута.

## Історія
В кінці 19 століття в селі 133 будинки і 928 жителів, дерев'яна Покровська церква з 1775 року, початкова школа діяла з 1855 року. У 1583 році селом володів князь Михайло Збаразький. Потім належало до Сангушків.
У 1906 році село Жуківської волості Ізяславського повіту Волинської губернії. Відстань від повітового міста 44 верст, від волості 10. Дворів 138, мешканців 958.
7 (20) листопада 1917 року, відповідно до Третього Універсалу Української Центральної Ради, увійшло до складу Української Народної Республіки.
В часи СРСР в селі містилася центральна садиба колгоспу «Правда», за яким було закріплено 1,9 тис. га орної землі. В артілі вирощували зернові й цукрові буряки, займалися тваринництвом.
Станом на 1970 рік у селі було 1546 мешканців, середня школа, клуб, бібліотека, фельдшерсько-акушерський пункт, ветеринарна дільниця.
За подвиги, виявлені під час бойових дій, нагороджено орденами і медалями СРСР 509 громадян.
12 червня 2020 року, відповідно до розпорядження Кабінету Міністрів України № 727-р «Про визначення адміністративних центрів та затвердження територій територіальних громад Хмельницької області», увійшло до складу Берездівської сільської громади.
19 липня 2020 року, в результаті адміністративно-територіальної реформи та ліквідації Славутського району, село увійшло до складу Шепетівського району.

## Населення
Згідно з переписом УРСР 1989 року чисельність наявного населення села становила 751 особа, з яких 345 чоловіків та 406 жінок.
За переписом населення України 2001 року в селі мешкали 602 особи.

### Мова
Розподіл населення за рідною мовою за даними перепису 2001 року:
| Мова       | Відсоток |
| ---------- | -------- |
| українська | 97,40 %  |
| російська  | 2,60 %   |

## Релігія
Село відоме джерелом святих Петра і Павла, яке за легендою розкопав і спорудив на його місці каплицю місцевий поміщик Яворський у 1863 році, після того, як вода з джерела вилікувала його доньку. Джерело є місцем паломництва для православних християн.
12 липня 2011 року відкрито пам'ятний знак на місці зруйнованої вже після війни церкви 1775 року.

## Мовний склад населення
Згідно з переписом населення 2001 року українську мову назвали рідною 97,4 % мешканців села.

## Постаті
Уродженцем Мирутина є Схаб'юк Максим Олексійович — старший сержант Державної прикордонної служби України, учасник російсько-української війни 2014—2015 років.